# Competição Internacional de Música Rainha Sônia

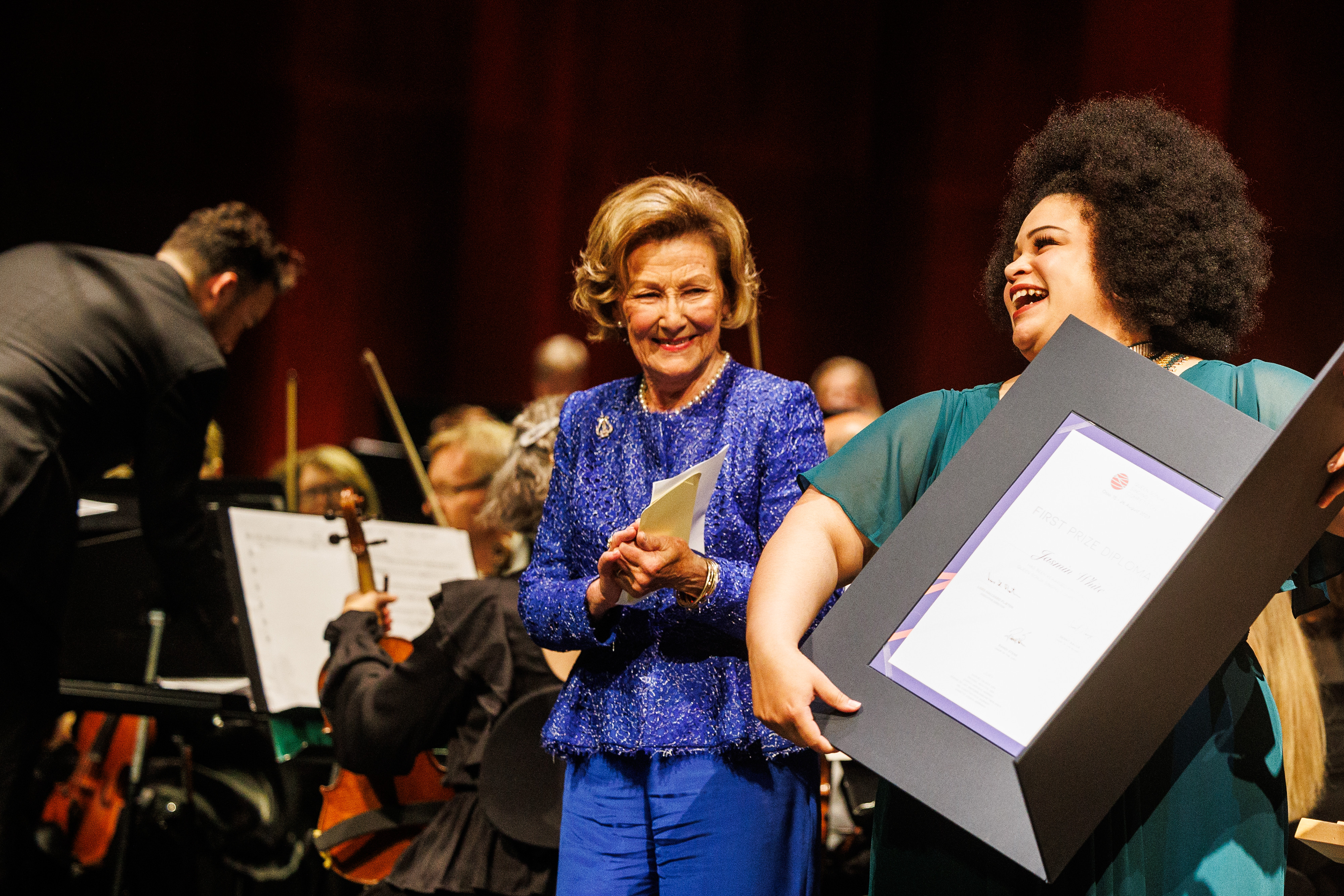
Jasmin White (kontraalt, USA), førsteprisvinner 2023.

A Competição Internacional de Música Rainha Sônia é um projeto de cooperação entre a Ópera Nacional da Noruega, a Orquestra Filarmônica de Oslo e a Academia Norueguesa de Música. Desde seu lançamento em 1988, tornou-se um importante evento nacional e internacional no mundo da música. Ocorre a cada dois anos. Foi nomeado a partir da rainha Sônia da Noruega.